# Nikolay Olyalin
Nikolay Olyalin (22 de maio de 1941) é um diretor de cinema russo.